# Nolicus veteranus
Nolicus veteranus är en skalbaggsart som beskrevs av Rudolph Petrovitz 1962. Nolicus veteranus ingår i släktet Nolicus och familjen Aphodiidae. Inga underarter finns listade i Catalogue of Life.